# Lista mistrzów M-1 Global
Lista mistrzów M-1 Global – chronologiczna lista wszystkich dotychczasowych mistrzów rosyjskiej organizacji promującej MMA M-1 Global.
Walki o mistrzostwo M-1 w poszczególnych kategoriach wagowych rozgrywane są od 28 października 2010 roku. Wcześniej organizowane były m.in. turnieje gdzie dany tryumfator zostawał mistrzem lecz wygrywane tytuły nie miały charakteru przechodniego jak w boksie. Na początku 2010 zorganizowano szereg turniejów eliminacyjnych zwane M-1 Selection. Eliminacje zostały podzielone na strefę wschodnioeuropejską, zachodnioeuropejską oraz amerykańską (obie Ameryki) i miały wyłonić najlepszych zawodników którzy staną do walki o międzynarodowe mistrzostwo M-1. Pierwszym Polakiem który został mistrzem M-1 był Rafał Moks, który po ówczesnym wygraniu eliminacji 10 grudnia 2010 zdobył pas wagi średniej (do 84 kg).

## Waga ciężka (do 120 kg)
28 października 2010 wyłoniono inauguracyjnego mistrza M-1 Global w wadze ciężkiej. Został nim Gruzin Guram Gugeniszwili, który zwyciężył w turnieju eliminacyjnym M-1 Selection i pokonał w walce o tytuł zwycięzcę amerykańskich eliminacji Amerykanina Kennego Garnera.
| Nr | Mistrz                                                     | Od                                           | Do                | Obrony tytułu |
| --- | ---------------------------------------------------------- | -------------------------------------------- | ----------------- | --- |
| 1. | Guram Gugeniszwili (pokonał Kennego Garnera)               | 28 października 2010 (M-1 Challenge 21)      | 21 czerwca 2012   | - pokonał Maksima Griszina 5 marca 2011 (M-1 Challenge 23)                                                                   |
| - | Kenny Garner (pokonał o tymczasowy tytuł Maksima Griszina) | 14 października 2011 (M-1 Challenge 27)      | 21 czerwca 2012   | - pokonał Magomieda Malikowa 16 maja 2012 (M-1 Challenge 32)                                                                 |
| 2. | Kenny Garner                                               | 21 czerwca 2012 (M-1 Global: Fedor vs Rizzo) | 30 listopada 2013 | - pokonał Gurama Gugeniszwiliego 8 grudnia 2012 (M-1 Challenge 36)                                                           |
| 3. | Damian Grabowski                                           | 30 listopada 2013 (M-1 Challenge 44)         | 15 sierpnia 2014  | |
| 4. | Marcin Tybura                                              | 15 sierpnia 2014 (M-1 Challenge 50)          | 13 grudnia 2015   | - pokonał Dienisa Smoldariewa 25 listopada 2014 (M-1 Challenge 53) - pokonał Ante Delije 20 września 2015 (M-1 Challenge 61) |
| Tybura za porozumieniem stron został zwolniony z kontraktu i zwakował tytuł 13 grudnia 2015 by móc negocjować umowę z UFC |                                                            |                                              |                   | |
| 5. | Aleksandr Wołkow (pokonał Dienisa Smoldariewa)             | 19 lutego 2016 (M-1 Challenge 64)            | 29 września 2016  | - pokonał Attilę Végha 16 czerwca 2016 (M-1 Challenge 68)                                                                    |
| Wołkow zwakował tytuł 29 września 2016 by móc negocjować umowę z UFC                                                      |                                                            |                                              |                   | |

## Waga półciężka (do 93 kg)
10 grudnia 2010 wyłoniono inauguracyjnego mistrza M-1 Global w wadze półciężkiej. Został nim Rosjanin Wiaczesław Wasilewski, który zwyciężył w turnieju eliminacyjnym M-1 Selection i pokonał w walce o tytuł zwycięzcę zachodnioeuropejskich eliminacji Polaka Tomasza Narkuna.
| Nr                                                                    | Mistrz                                          | Od                                   | Do              | Obrony tytułu |  |
| --------------------------------------------------------------------- | ----------------------------------------------- | ------------------------------------ | --------------- | --- |  |
| 1.                                                                    | Wiaczesław Wasilewski (pokonał Tomasza Narkuna) | 10 grudnia 2010 (M-1 Challenge 22)   | 2011            | |  |
| Wasilewski zmienił kategorie wagową w 2011 i zwakował tytuł           |                                                 |                                      |                 | |  |
| 2.                                                                    | Vinny Magalhães (pokonał Wiktora Niemkowa)      | 28 kwietnia 2011 (M-1 Challenge 25)  | 2011            | - pokonał Michaiła Zajaca 14 października 2011 (M-1 Challenge 27)                                                                     |  |
| Magalhães odszedł z organizacji w 2012 i zwakował tytuł               |                                                 |                                      |                 | |  |
| 3.                                                                    | Sergiej Korniew (pokonał Marcina Zontka)        | 30 września 2012 (M-1 Challenge 34)  | maj 2013        | |  |
| Korniew zakończył karierę w maju 2013 i zwakował tytuł                |                                                 |                                      |                 | |  |
| 4.                                                                    | Wiktor Niemkow (pokonał Wasilija Babicza)       | 15 listopada 2013 (M-1 Challenge 43) | 14 marca 2014   | |  |
| 5.                                                                    | Stephan Pütz                                    | 14 marca 2014 (M-1 Challenge 46)     | 4 grudnia 2015  | - pokonał Luisa Fernando Mirande 15 sierpnia 2014 (M-1 Challenge 50) - pokonał Walerija Miasnikowa 17 grudnia 2014 (M-1 Challenge 54) |  |
| 6.                                                                    | Wiktor Niemkow                                  | 4 grudnia 2015 (M-1 Challenge 63)    | 27 maja 2016    | |  |
| 7.                                                                    | Raszyd Jusupow                                  | 27 maja 2016 (M-1 Challenge 66)      | 8 kwietnia 2017 | - pokonał Stephana Pütza 18 lutego 2017 (M-1 Challenge 74)                                                                            |  |
| Jusupow opuścił organizację w kwietniu 2017, wakując tym samym tytuł. |                                                 |                                      |                 | |  |
| 8.                                                                    | Chadis Ibragimow (pokonał Dmytryja Mykuca)      | 25 sierpnia 2018 (M-1 Challenge 96)  | nadal           | - pokonał Rafała Kijańczuka 30 marca 2019 (M-1 Challenge 101)                                                                         |  |

## Waga średnia (do 84 kg)
10 grudnia 2010 wyłoniono inauguracyjnego mistrza M-1 Global w wadze średniej. Został nim Polak Rafał Moks, który zwyciężył w turnieju eliminacyjnym M-1 Selection i pokonał w walce o tytuł zwycięzcę wschodnioeuropejskich eliminacji Rosjanina Magomieda Sułtanachmiedowa.
| Nr | Mistrz                                                       | Od                                      | Do                                  | Obrony tytułu                                                      |
| --- | ------------------------------------------------------------ | --------------------------------------- | ----------------------------------- | ------------------------------------------------------------------ |
| 1. | Rafał Moks (pokonał Magomieda Sułtanachmiedowa)              | 10 grudnia 2010 (M-1 Challenge 22)      | 2011                                |                                                                    |
| Moks zmienił kategorie wagową i zwakował tytuł |                                                              |                                         |                                     |                                                                    |
| 2. | Magomied Sułtanachmiedow (pokonał Tysona Jeffriesa)          | 25 marca 2011 (M-1 Challenge 24)        | 2011                                |                                                                    |
| Sułtanachmiedow uległ kontuzji na 20 dni przed walką z Mirandą. Włodarze M-1 postanowili odebrać pas Sułtanachmiedowowi i ogłosili nowego rywala Mirandy - Artura Gusiejnowa, a stawką pojedynku było tymczasowe mistrzostwo w wadze średniej |                                                              |                                         |                                     |                                                                    |
| - | Mario Miranda (pokonał o tymczasowy tytuł Artura Gusiejnowa) | 16 maja 2012 (M-1 Challenge 32)         | 15 listopada 2012                   |                                                                    |
| 3. | Ramazan Emiejew                                              | 15 listopada 2012 (M-1 Challenge 35)    | 7 września 2014                     | - pokonał Mario Mirande 9 kwietnia 2013 (M-1 Challenge 38)         |
| 4. | Wiaczesław Wasilewski                                        | 7 września 2014 (M-1 Challenge 51)      | 10 kwietnia 2015                    |                                                                    |
| 5. | Ramazan Emiejew                                              | 10 kwietnia 2015 (M-1 Challenge 56)     | 29 maja 2017                        | - pokonał Luigiego Fioravantiego 4 grudnia 2015 (M-1 Challenge 63) |
| Emiejew podpisał kontrakt z UFC i zwakował pas |                                                              |                                         |                                     |                                                                    |
| 6. | Artiem Frołow (pokonał Caio Magalhãesa)                      | 27 października 2017 (M-1 Challenge 84) | 2 listopada 2018 (M-1 Challenge 98) | - pokonał Joe Riggsa 1 czerwca 2018 (M-1 Challenge 93)             |
| 7. | Bruno Silva                                                  | 2 listopada 2018 (M-1 Challenge 98)     | aktualny                            |                                                                    |

## Waga półśrednia (do 77 kg)
10 grudnia 2010 wyłoniono inauguracyjnego mistrza M-1 Global w wadze półśredniej. Został nim Rosjanin Szamil Zawurow, który zwyciężył w turnieju eliminacyjnym M-1 Selection i pokonał w walce o tytuł zwycięzcę zachodnioeuropejskich eliminacji Hiszpana Abnera Lloverasa.
| Nr                                                               | Mistrz                                      | Od                                 | Do              | Obrony tytułu |
| ---------------------------------------------------------------- | ------------------------------------------- | ---------------------------------- | --------------- | --- |
| 1.                                                               | Szamil Zawurow (pokonał Abnera Lloverasa)   | 10 grudnia 2010 (M-1 Challenge 22) | 9 grudnia 2011  | - pokonał Toma Gallicchio 5 marca 2011 (M-1 Challenge 23) - pokonał Yasubeya Enomoto 28 kwietnia 2011 (M-1 Challenge 25) |
| 2.                                                               | Yasubey Enomoto                             | 9 grudnia 2011 (M-1 Challenge 30)  | 16 marca 2012   | |
| 3.                                                               | Raszyd Magomiedow                           | 16 marca 2012 (M-1 Challenge 31)   | grudzień 2013   | - pokonał Aleksandra Jakowlewa 15 listopada 2012 (M-1 Challenge 35) |
| Magomiedow zwakował tytuł w grudniu 2013 i odszedł z organizacji |                                             |                                    |                 | |
| 4.                                                               | Murad Abdułajew (pokonał Marcelo Brito)     | 6 czerwca 2015 (M-1 Challenge 58)  | 9 kwietnia 2016 | |
| 5.                                                               | Aleksiej Kunczenko                          | 9 kwietnia 2016 (M-1 Challenge 65) | marzec 2018     | - pokonał Murada Abdułajewa 18 listopada 2016 (M-1 Challenge 72) - pokonał Maksima Grabowicza 3 marca 2017 (M-1 Challenge 75) - pokonał Sergieja Romanowa 27 października 2017 (M-1 Challenge 84) - pokonał Aleksandra Butenko 30 marca 2018 (M-1 Challenge 90) |
| Kunczenko zwakował tytuł w marcu 2018 i odszedł z organizacji    |                                             |                                    |                 | |
| 6.                                                               | Szawkat Rachmonow (pokonał Daniila Prikazę) | 30 marca 2019 (M-1 Challenge 101)  | aktualny        | |

## Waga lekka (do 70 kg)
28 października 2010 wyłoniono inauguracyjnego mistrza M-1 Global w wadze lekkiej. Został nim Białorusin Arciom Damkouski, który zwyciężył w turnieju eliminacyjnym M-1 Selection i pokonał w walce o tytuł zwycięzcę zachodnioeuropejskich eliminacji Rosjanina Majrbieka Tajsumowa.
| Nr                                                                | Mistrz                                            | Od                                                | Do                | Obrony tytułu |
| ----------------------------------------------------------------- | ------------------------------------------------- | ------------------------------------------------- | ----------------- | --- |
| 1.                                                                | Arciom Damkouski (pokonał Majrbieka Tajsumowa)    | 28 października 2010 (M-1 Challenge 21)           | 25 marca 2011     | |
| 2.                                                                | Jose Figueroa                                     | 25 marca 2011 (M-1 Challenge 24)                  | 20 listopada 2011 | |
| 3.                                                                | Daniel Weichel                                    | 20 listopada 2011 (M-1 Global - Fedor vs. Monson) | 21 czerwca 2012   | |
| 4.                                                                | Musa Chamanajew                                   | 21 czerwca 2012 (M-1 Global - Fedor vs. Rizzo)    | maj 2014          | - pokonał Niko Puhakkę 27 lutego 2013 (M-1 Challenge 37) - pokonał Władimira Nikołajewa 28 lutego 2014 (M-1 Challenge 45)                                                                       |
| Chamanajew zwakował tytuł w maju 2014 i odszedł z organizacji     |                                                   |                                                   |                   | |
| 5.                                                                | Maksim Diwnicz                                    | 17 grudnia 2014 (M-1 Challenge 54)                | 2 maja 2015       | |
| 6.                                                                | Mansour Barnaoui                                  | 2 maja 2015 (M-1 Challenge 57)                    | maj 2016          | |
| Barnaoui odebrano tytuł w maju 2016, z powodu związania się z KSW |                                                   |                                                   |                   | |
| 7.                                                                | Aleksander Butenko (pokonał Arcioma Damkouskiego) | 4 czerwca 2016 (M-1 Challenge 67)                 | 18 lutego 2017    | |
| 8.                                                                | Abukar Jandijew                                   | 18 lutego 2017 (M-1 Challenge 74)                 | marzec 2017       | |
| W marcu 2017 Jandijew ogłosił, że zawiesza karierę sportową       |                                                   |                                                   |                   | |
| 9.                                                                | Damir Ismagułow (pokonał Maksima Diwnicza)        | 26 maja 2017 (M-1 Challenge 78)                   | 17 listopada 2017 | - pokonał Rogério Matiasa 10 listopada 2017 (M-1 Challenge 85) - pokonał Raula Tutarauliego 22 lutego 2017 (M-1 Challenge 88) - pokonał Arcioma Damkouskiego 15 czerwca 2018 (M-1 Challenge 94) |
| Ismagułow podpisał kontrakt z UFC i zwakował pas.                 |                                                   |                                                   |                   | |
| 10.                                                               | Roman Bogatow (pokonał Michela Silvę              | 26 stycznia 2019 (M-1 Challenge 101)              | aktualny          | |

## Waga piórkowa (do 66 kg)
| Nr                                                                              | Mistrz                                     | Od                                      | Do                | Obrony tytułu |
| ------------------------------------------------------------------------------- | ------------------------------------------ | --------------------------------------- | ----------------- | --- |
| 1.                                                                              | Marat Gafurow (pokonał Wugara Bachszyjewa) | 15 listopada 2012 (M-1 Challenge 35)    | 2014              | - pokonał Jurija Iwlew 21 sierpnia 2013 (M-1 Challenge 41) - pokonał Lee Morrisona 4 kwietnia 2014 (M-1 Challenge 47) |
| Gafurow zwakował tytuł w 2014 i odszedł z M-1 by związać się z ONE Championship |                                            |                                         |                   | |
| 2.                                                                              | Ivan Buchinger (pokonał Turała Ragimowa)   | 17 października 2014 (M-1 Challenge 52) | 9 grudnia 2016    | - pokonał Mansoura Barnaoui 10 października 2015 (M-1 Challenge 62)                                                   |
| 3.                                                                              | Magomied Idrisow                           | 9 grudnia 2016 (M-1 Challenge 73)       | 2017              | |
| Idrisow zwakował pas w 2017                                                     |                                            |                                         |                   | |
| 4.                                                                              | Ivan Buchinger (pokonał Timura Nagibina)   | 15 czerwca 2017                         | 24 listopada 2017 | |
| 5.                                                                              | Chamzat Dalgijew                           | 24 listopada 2017 (M-1 Challenge 86)    | 21 lipca 2018     | |
| 6.                                                                              | Nate Landwehr                              | 21 lipca 2018 (M-1 Challenge 95)        | nadal             | - pokonał Andreja Leżniewa 15 grudnia 2018 (M-1 Challenge 100)                                                        |

## Waga kogucia (do 61 kg)
| Nr | Mistrz                                                          | Od                                      | Do            | Obrony tytułu |
| -- | --------------------------------------------------------------- | --------------------------------------- | ------------- | --- |
| 1. | Paweł Witruk (pokonał Witalija Branczuka)                       | 22 października 2016 (M-1 Challenge 71) | 22 lipca 2017 | |
| -  | Mowsar Ewlojew (pokonał o tymczasowy tytuł Aleksieja Newzorowa) | 22 kwietnia 2017 (M-1 Challenge 76)     | 22 lipca 2017 | |
| 2. | Mowsar Ewlojew                                                  | 22 lipca 2017 (M-1 Challenge 81)        | nadal         | - pokonał Sergieja Morozowa 22 lutego 2018 (M-1 Challenge 88) - pokonał Rafaela Diasa 21 lipca 2018 (M-1 Challenge 95) |

## Waga musza (do 57 kg)
| Nr | Mistrz                                                       | Od                                  | Do                              | Obrony tytułu |
| -- | ------------------------------------------------------------ | ----------------------------------- | ------------------------------- | --- |
| 1. | Ołeksandr Doskalczuk (pokonał Wadima Małygina)               | 23 września 2017 (M-1 Challenge 83) | nadal                           | - pokonał Armana Aszymowa 24 maja 2018 (M-1 Challenge 92) - pokonał Mikaela Silandera 17 listopada 2018 (M-1 Challenge 99) |
| -  | Arman Aszymow (pokonał o tymczasowy tytuł Mikaela Silandera) | 9 lutego 2018 (M-1 Challenge 87)    | 24 maja 2018 (M-1 Challenge 92) | |